# نورتچاس (کارولینای شمالی)
نورتچاس (به انگلیسی: Northchase) شهری در ایالت کارولینای شمالی کشور ایالات متحده آمریکا است که جمعیت آن در سرشماری سال ۲۰۱۰ میلادی، ۳٬۷۴۷ نفر بوده‌است.